# Либохора (Самборский район)
Либохо́ра — село в Борынской поселковой общине Самборского района Львовской области Украины.
Расположено в межгорье Карпат, недалеко от перевала Русский Путь и горы Пикуй. Протянулось почти на 12 км вдоль реки Либохора.
Село основано в 1558 году. Старое название — Алексанка.
Село является административным центром сельского совета (рады). Находится в 41 км от районного центра города Турка, в 17 км от железнодорожной станции Сянки.
Население — 2 300 человек.
Исторические памятники села: Колокольня церкви Св. Михаила (18 век) и церковь Собора Пресвятой Богородицы (1798).